# Indeks GRAU
Indeks GRAU (ros. Индекс ГРАУ) – oznaczenia wzorów uzbrojenia nadawane w ZSRR i Rosji przez GRAU (Główny Zarząd Rakietowo-Artyleryjski), a następnie także inne zarządy uzbrojenia.

## Historia
Indeksy uzbrojenia były pierwotnie wprowadzone w 1938 roku przez Główny Zarząd Artyleryjski (GAU, Gławnoje Artillerijskoje Uprawlenije) dla oznaczania wzorów uzbrojenia w jawnej korespondencji. Pierwotnie oznaczenia miały postać. np. 52-P-365; rozpoczynały się od liczby od 50 do 57 oznaczającej grupę uzbrojenia. System ten stosowany był do końcówki lat 50.
W 1960 roku GAU przekształcono w GRAU – Główny Zarząd Rakietowo-Artyleryjski (Gławnoje Rakietno-Artillerijskoje Uprawlenije) i jednocześnie wprowadzono nowy system oznaczeń. Pierwsza cyfra oznaczała grupę uzbrojenia (oddział):
- 1 - przyrządy optyczne i radiolokacyjne, systemy kierowania;
- 2 - działa artyleryjskie i moździerze;
- 3 - amunicja artyleryjska;
- 4 - ładunki miotające artylerii;
- 6 - uzbrojenie piechoty;
- 7 - amunicja piechoty.

W związku z rozwojem techniki rakietowej i wyodrębnieniem nowych rodzajów sił zbrojnych zmodyfikowano system oznaczeń. Nowe rakiety wojsk lądowych otrzymały cyfrę 9 zamiast dotąd stosowanych dla nich grup 2 (zestawy, wyrzutnie), 3 (pociski) i 4 (ładunki miotające). Zarząd Uzbrojenia Wojsk Obrony Powietrznej stosował cyfrę 5, a później także indeksy w odwrotnej kolejności, kończące się cyfrą 6. Zarząd Uzbrojenia Rakietowego Rakietowych Wojsk Przeznaczenia Strategicznego stosował cyfrę 8, a następnie 15. Wydzielony w późniejszym okresie Główny Zarząd Środków Kosmicznych (GUKOS) stosował liczby 11, 14 i 17. Oba ostatnie zarządy stosują także liczby 13 i 16.
Po pierwszej cyfrze lub liczbie następuje litera lub litery oznaczające rodzaj uzbrojenia, a następnie liczba oznaczająca konkretny model.
Podobne, lecz osobne indeksy używane były przez Zarząd Uzbrojenia Rakietowo-Artyleryjskiego Marynarki Wojennej i Zarząd Uzbrojenia Sił Powietrznych.

## Wybrane oznaczenia
W nawiasach oznaczenia cyrylicą, według kolejności alfabetu rosyjskiego.

### Oddział 1 (GRAU)
Przyrządy optyczne i radiolokacyjne, systemy kierowania
- 1A… (1А) — systemy i przyrządy kierowania ogniem
- 1B… (1Б) — przyrządy pomiarowe
- 1W… (1В) — przyrządy dowodzenia, przeliczniki
- 1G… (1Г) — przyrządy żyroskopowe
- 1D… (1Д) — przyrządy laserowe
- 1I… (1И) — instrumenty
- 1K… (1К) — kompleksy
- 1Ł… (1Л) — stacje radiolokacyjne
- 1N… (1Н) — przyrządy obserwacji
- 1P… (1П) — celowniki
- 1R… (1Р) — środki remontowe i obsługi technicznej
- 1RŁ… (1РЛ) — stacje radiolokacyjne
- 1RS… (1РС) — stacje radiolokacyjne kierowania ogniem
- 1S… (1С) — samobieżne stacje radiolokacyjne
- 1SB… (1СБ) — pokładowe systemy rakiet
- 1T… (1Т) — przyrządy dowiązania topograficznego
- 1TPP… (1ТПП) — celowniki termowizyjne
- 1U… (1У) — środki szkolno-treningowe
- 1E… (1Э) — urządzenia zasilania

### Оddział 2 (GRAU)
Działa artyleryjskie, kompleksy rakietowe wojsk lądowych
- 2A… (2А) — armaty, haubice (np. 2A36)
- 2B… (2Б) — moździerze, wieloprowadnicowe wyrzutnie rakietowe (np. 2B9)
- 2W… (2В) — aparatura kontrolno-diagnostyczna
- 2G… (2Г) — oprzyrządowanie do tankowania rakiet
- 2I… (2И) — instrumenty
- 2K… (2К) — kompleksy rakietowe (pierwotnie) (np. 2K6, 2K15)
- 2Ł… (2Л) — lawety
- 2P… (2П) — wyrzutnie rakietowe (pierwotnie) (np. 2P26)
- 2S… (2С) — działa samobieżne (np. 2S1)
- 2T… (2Т) — środki transportu kompleksów rakietowych
- 2U… (2У) — środki szkolno-treningowe
- 2F… (2Ф) — środki transportu artylerii
- 2Ch… (2Х) — środki przygotowania ogniowego
- 2C… (2Ц) — celowniki mechaniczne
- 2Sz… (2Ш) — pojemniki

### Оddział 3 (GRAU)
Amunicja artyleryjska, rakiety
- 3A… (3А) — amunicja agitacyjna
- 3BW… (3БВ) — amunicja specjalna (jądrowa)
- 3BK… (3БК) — pociski przeciwpancerne kumulacyjne
- 3BM… (3БМ) — pociski przeciwpancerne podkalibrowe (np. 3BM22)
- 3BP… (3БП) — pociski przeciwpancerne przepalające (kumulacyjne)
- 3BR… (3БР) — pociski przeciwpancerne smugowe
- 3Wx… (3В) — naboje rozdzielnego ładowania, w miejsce x – symbol pocisku, np:
  - 3WBK… (3ВБК) — naboje rozdzielnego ładowania z pociskami BK (podkalibrowymi)
  - 3WBM… (3ВБМ) — naboje rozdzielnego ładowania z pociskami BM (kumulacyjnymi)
  - 3WG… (3ВГ) — naboje rozdzielnego ładowania z pociskami przeciwbetonowymi
  - 3WOF… (3ВОФ) — naboje rozdzielnego ładowania z pociskami OF (odłamkowo-burzącymi)
- 3WM… (3ВМ) — zapalniki
- 3D… (3Д) — amunicja dymna
- 3DC… (3ДЦ) — amunicja dymna wskaźnikowa
- 3Z… (3З) — amunicja zapalająca
- 3M… (3М) — rakiety kierowane (np. 3M6)
- 3N… (3Н) — głowice bojowe rakiet (np. 3N15)
- 3O… (3О) — amunicja odłamkowa i kasetowa
- 3OR… (3ОР) — pociski odłamkowo-smugowe
- 3OF… (3ОФ) — pociski odłamkowo-burzące
- 3P… (3П) — amunicja szkolna
- 3R… (3Р) — niekierowane rakiety taktyczne (np. 3R9)
- 3RB… (3РБ) — amunicja walki radioelektronicznej (zakłócająca)
- 3S… (3С) — amunicja świetlna
- 3Ux… (3У) — naboje zespolone, w miejsce x – symbol pocisku, np:
  - 3UBK… (3УБК) — naboje zespolone z pociskami BK (podkalibrowymi)
  - 3UBM… (3УБМ) — naboje zespolone z pociskami BM (kumulacyjnymi)
  - 3UOF… (3УОФ) — naboje zespolone z pociskami OF (odłamkowo-burzącymi)
- 3F… (3Ф) — amunicja burząca
- 3C… (3Ц) — silniki rakietowe
- 3Sz… (3Ш) — pociski z gotowymi elementami rażącymi (szrapnele)

### Оddział 6 (GRAU)
Uzbrojenie piechoty
- 6B… (6Б) — środki ochrony indywidualnej
- 6W… (6В) — karabiny
- 6G… (6Г) — granatniki
- 6Ż… (6Ж) — skrzynki amunicyjne
- 6I… (6И) — instrumenty
- 6Ł… (6Л) — taśmy nabojowe, magazynki, skrzynki amunicyjne
- 6P… (6П) — broń strzelecka
- 6S… (6С) — kompleksy strzeleckie
- 6T… (6Т) — podstawy
- 6U… (6У) — lawety
- 6Ch… (6Х) — broń biała
- 6C… (6Ц) — celowniki

### Оddział 9 (GRAU)
Uzbrojenie rakietowe
- 9A… (9А) — pojazdy bojowe kompleksów rakietowych
- 9B… (9Б) — pokładowe elementy systemów kierowania rakiet
- 9W… (9В) — oprzyrządowanie kontrolno-diagnostyczne
- 9G… (9Г) — oprzyrządowanie do tankowania rakiet
- 9D… (9Д) — silniki rakietowe
- 9I… (9И) — systemy zasilania kompleksów rakietowych
- 9K… (9К) — kompleksy rakietowe (np. 9K79)
- 9M… (9М) — rakiety (np. 9M14)
- 9N… (9Н) — głowice bojowe rakiet
- 9P… (9П) — wyrzutnie (np. 9P133)
- 9S… (9С) — urządzenia naprowadzania
- 9T… (9Т) — środki transportowe (np. 9T218)
- 9F… (9Ф) — środki szkolno-treningowe
- 9Ch… (9Х) — ładunki miotające silników na paliwo stałe, ładunki wybuchowe
- 9Sz… (9Ш) — celowniki optyczne
- 9E… (9Э) — zapalniki, głowice samonaprowadzania
- 9Ja… (9Я) — pojemniki